# Pitcairnia phelpsiae
Pitcairnia phelpsiae là một loài thực vật có hoa trong họ Bromeliaceae. Loài này được (L.B.Sm.) B.Holst & L.B.Sm. miêu tả khoa học đầu tiên năm 1993.